# 張振秀
張振秀（？—1642年），山東臨清縣人。明朝政治人物。

## 生平
萬曆三十八年（1610年）進士。知肥鄉縣、永平縣，遷兵部主事。泰昌元年（1626年）改吏部，更歷四司，至文選員外郎，乞假歸里。崇禎改元，起驗封郎中，歷考功、文選，擢太常寺少卿，因事牽連，落職歸。
崇禎十五年（1642年），清兵入關，圍河間，遠近震動。臨清總兵官劉源清偕榷關主事陳興言、同知路如瀛、判官徐應芳、吏目陳翔龍、在籍兵部侍郎張宗衡、員外郎邢泰吉、臨汾知縣尹任及振秀等合力備禦。不久，城池被圍，力拒數日，孤立無援。城破，張振秀戰死。

## 延伸阅读
[在维基数据编辑]
 《明史卷二百九十一》，出自《明史》